# One of Our Planets Is Missing
"One of Our Planets Is Missing" és el tercer episodi de la primera temporada de la sèrie de televisió animada de ciència-ficció estatunidenca Star Trek. Es va emetre per primera vegada a la programació de l'NBC dissabte al matí el 22 de setembre de 1973, i va ser escrit pel veterà director de Star Trek Marc Daniels. Va ser dirigit per Hal Sutherland.
En aquest episodi, l’ Enterprise ha d'enfrontar-se a un núvol espacial massiu que menja planetes, que ara apunta a una colònia de més de 82 milions d'habitants de la Federació.

## Argument
L’Enterprise es troba amb un núvol gegant que consumeix planetes que s'uneixen al seu pas. Determinen que es dirigeix cap a Mantilles, llar d'una colònia de la Federació governada per l'oficial retirat de la Flota Estelar Robert Wesley. El capità Kirk contacta amb Wesley, però només té prou temps i naus estel·lars per evacuar una petita fracció dels nens del planeta.
Quan els fasers no tenen cap efecte, Kirk fica l' Enterprise dins del núvol per intentar aturar-la. Evitant obstacles i passant d'una cambra a una altra, la nau comença a perdre energia. Una de les cambres conté sortints que consisteixen en antimatèria pura que l'enginyer en cap Scott envia a bord en un contenidor especial i utilitza per reposar els nuclis del motor de curvatura. L'oficial científic Spock descobreix que el núvol té un cervell. Kirk ordena que es facin els preparatius per autodestruir l' "Enterprise" al cervell de la criatura per matar-la. No obstant això, buscant una alternativa a la pèrdua de vides, suggereix que Spock utilitzi una fusió mental vulcaniana per comunicar-se amb l'entitat. Com que el contacte físic amb l'entitat és impossible, els sensors de la nau se centren en els impulsos elèctrics de les sinapsis de l'entitat, traduint-los en pensament per tal d'aconseguir la fusió mental. Spock li diu que hi ha vida al planeta que planeja consumir i li permet percebre-la a través dels propis ulls de Spock. No volent matar altres formes de vida, l'entitat del núvol accepta deixar l' Enterprise sola i tornar al seu lloc d'origen.

## Recepció
El llibre TrekNavigator va anomenar l'episodi "un dels millors [espectacles] que ha d'oferir la spin-off animada [Trek]" i "un episodi molt satisfactori que encapsula molt bé la filosofia de Star Trek". Va elogiar l'animació del núvol espacial i la forta lògica climàtica de la fusió mental.
Tor.com ha puntuat l'episodi en 7 sobre 10.